# Galatina
Galatina község (comune) Olaszország Puglia régiójában, Lecce megyében.

## Fekvése
A város a Salento központja, félúton az Adriai- és Jón-tenger között.

## Története
A várost az ókori görög telepesek alapították. Erre utal a város címere is, mely Minerva szent madarát (bagoly) ábrázolja. Az istennő rendkívül népszerű volt Magna Graeciában. A város évszázadokon keresztül megőrizte görög hagyományait és nyelvjárását. A legendák szerint Péter apostol is megfordult a városban Antiochiából Rómába vezető útja során és keresztény hitre térítette a lakosságot. Emiatt hosszú ideig San Pietro in Galatina név alatt ismerték és csak 1861-ben tértek vissza a ma is használt görög eredetű megnevezésre.

## Népessége
A népesség számának alakulása:

## Látnivalók
- az 1886 óta nemzeti emlékműként számontartott Santa Caterina d’Alessandria-templom, amely a pugliai román építészet egyik remekműve.
- a San Paolo-kápolna, amely a hagyományos „tarantate” táncos szertartás színhelye minden év június 28. és 29-én. A kápolnában található egy kút, amelynek vizéről úgy tartják, hogy meggyógyítja a tarantula csípést szenvedett embereket. A pók csípéséről úgy tartották, hogy hisztériás rohamokat idéz elő, amelyet csak mágikus, önkivületi állapotba kerítő tánc által lehet kigyógyítani (tarantella). A pókcsípést szenvedett emberek (tarantati) ittak a kút vizéből majd utána hánytak: ez volt a gyógyulás jele. A kigyógyult betegek minden évben visszatértek és gyógyulásuk tiszteltére táncos rituálét rendeztek.
- a falakkal és kapukkal körbevett történelmi óváros

## Híres emberek
- Kasztrióta Irén, San Pietro in Galatina hercegnője